# Arrested for Driving While Blind
«Arrested for Driving While Blind» (с англ. — «Арестован за вождение будучи в стельку») — восьмой сингл американской блюз-рок группы ZZ Top, второй сингл альбома Tejas.

## О песне
Сингл записывался в 1976 году в ходе работы над альбомом Tejas. На этом альбоме группа впервые начала достаточно глобально экспериментировать со звуком, смешением стилей и т. п., но «Arrested for Driving While Blind» написана в привычном стиле, «расширяет и развивает традиции группы» представляет собой «выразительный пульсирующий 12-тактовый рок». По словам Билли Гиббонса песня — это «прелестный блюз-шаффл».
Песня, что следует из названия, повествует о вождении автомобиля в нетрезвом виде («to be blind» или«быть слепым» в сленге означает быть пьяным в стельку) и последующем аресте. Название песни почти точно повторяет слова полицейского протокола «Arrested for Driving While Drunk» (с англ. — «Арестован за вождение в пьяном виде»). В песне перечисляются различные сорта виски:
| When you’re driving down the highway at night And you’re feelin’ that wild turkey’s bite Don’t give Johnny Walker a ride 'Cause Jack Black is right by your side You might get taken to the jailhouse and find You’ve been arrested for driving while blind | Когда ты едешь по хайвею ночью Ужаленный Дикой индейкой Не подбрасывай гуляку Джонни У тебя и так рядом Чёрный Джон Тебя могут отправить за решетку и ты обнаружишь Что тебя арестовали за вождение, когда ты был в стельку |

Дасти Хилл сказал, что песня антиалкогольная: «Люди думают, что мы призываем напиться и пойти сесть за руль. Это совсем не так Билли [Гиббонс] рекомендует: „Не надо попадать под арест за пьянку“. Мы не говорим, что не пей совсем. Мы вообще просто пишем музыку»
Сингл был выпущен в 1976 году и добрался до 91-й позиции в Billboard Hot 100.

## Сторона «Б»
На стороне B релиза в одном варианте находилась композиция с дебютного альбома группы Neighbour, Neighbour (с англ. — «Эх, сосед, сосед»), в другом варианте на стороне «Б» была песня «It’s Only Love».
Также существовал вариант промосингла с записью на обеих сторонах песни «Arrested for Driving While Blind» в моно- и стерео-вариантах.

## Участники записи
- Билли Гиббонс — гитара
- Дасти Хилл — вокал, бас-гитара
- Фрэнк Бирд — ударные, перкуссия

Технический состав:
- Билл Хэм — продюсер
- Терри Мэннинг — звукооператор

## Позиции в хит-парадах
| Хит-парад (1977)        | Позиция | Пребывание в чарте |
| ----------------------- | ------- | ------------------ |
| США (Billboard Hot 100) | 91      | 6 недель           |